# أغلايا ذات رائحة
أغلايا ذات رائحة (الاسم العلمي:Aglaia odorata) هي نوع من النباتات يتبع جنس الأغلايا من الفصيلة الأزدرختية.